# Condado de Namysłów
Condado de Namysłów (polaco: powiat namysłowski) é um powiat (condado) da Polónia, na voivodia de Opolskie. A sede do condado é a cidade de Namysłów. Estende-se por uma área de 747,67 km², com 44 003 habitantes, segundo os censos de 2005, com uma densidade 58,85 hab/km².

## Divisões admistrativas
O condado possui:
Comunas urbana-rurais: Namysłów
Comunas rurais: Domaszowice, Pokój, Świerczów, Wilków
Cidades: Namysłów

## Demografia
População (dados de 30 de Junho de 2005):
|          | Total   | Total | Mulheres | Mulheres | Homens  | Homens |
| -------- | ------- | ----- | -------- | -------- | ------- | ------ |
|          | pessoas | %     | pessoas  | %        | pessoas | %      |
| Total    | 44 003  | 100   | 22 446   | 51       | 21 557  | 49     |
| Cidades  | 16 582  | 100   | 8634     | 52,1     | 7948    | 47,9   |
| Povoados | 27 421  | 100   | 13 812   | 50,4     | 13 609  | 49,6   |